# Kelurahan Tanjungduren Utara
Kelurahan Tanjungduren Utara är en administrativ by i Indonesien.   Den ligger i provinsen Jakarta, i den västra delen av landet. Huvudstaden Jakarta ligger i Kelurahan Tanjungduren Utara.